# Pieni-Jatko
Pieni-Jatko är en ö i Finland. Den ligger i sjön Ule träsk och i kommunen Paldamo i den ekonomiska regionen  Kajana ekonomiska region  och landskapet Kajanaland, i den centrala delen av landet, 500 km norr om huvudstaden Helsingfors. Öns area är 2,7 hektar och dess största längd är 220 meter i sydöst-nordvästlig riktning.